# Requiem from the Darkness
Requiem from the Darkness (京極夏彦 巷説百物語?, Kyogoku Natsuhiko Kosetsu Hyaku Monogatari), è una serie di racconti di Natsuhiko Kyogoku, da tali storie è stata tratta una serie animata, che è arrivata ad essere doppiata in inglese grazie a Geneon Entertainment. Inoltre hanno creato anche una serie TV con persone in carne ed ossa, diretto da Yukihiko Tsutsumi.

## Trama
La storia racconta di un ragazzo, un normale viandante come tanti, che viene coinvolto in episodi orrendi da tre padroni delle ombre. Questi strani essere con i loro poteri ingannano le persone alla ricerca del loro passato torbido, fino a quando confessano i loro peccati e vengono uccisi.

## Personaggi
- Mataichi, soprannominato "the trickster", un essere di bassa statura. Ipnotizza i colpevoli che entrano nel suo mondo fatto di inganni, prima di sentenziare la condanna suona sempre una campana. Avvolto perennemente in una massa di bende, prenderà in simpatia il ragazzo.
- Ogin, soprannominata "puppet master" (il maestro dei pupazzi), una bella ragazza che riesce a governare delle bambole che si trasformano in ragazze. Nel corso della serie si comprenderà anche il suo passato, sembra essere attratta in parte dal ragazzo.
- Nagamimi, un gigante trasformista